# Szilárd Rudolf
Szilárd Rudolf (Budapest, 1921. augusztus 26. – Colorado Springs, 2009. január 20.) építőmérnök, egyetemi oktató.

## Életpályája
1943-ban diplomázott a Magyar Királyi József nádor Műszaki és Gazdaságtudományi Egyetemen építőmérnökként. 1945–1949 között Ausztriában az angol megszálló hadsereg tervezőmérnökeként dolgozott. Ezután az USA-ban telepedett le. 1950–1957 között New Yorkban az Amman&Whitney irodában volt vezető tervező. 1954-ben lett az USA állampolgára. 1957-ben kinevezték docensnek a Fort Collins-i, majd 1963-ban professzornak a denveri Colorado State Egyetemre. 1962-ben a Stuttgarti Egyetemen doktorált. 1967–1978 között a Hawaii Egyetem professzora volt. 1973–1975 között Németországban a Braunschweigi Egyetem vendégprofesszoraként dolgozott. 1978-ban meghívták a Dortmundi Egyetem Tartószerkezeti Mechanika Tanszéke vezetőjének. 1986-ban nyugdíjba vonult, és Colorado Springsben telepedett le.
Egyetemi munkái mellett szakértőként részt vett űrhajózási és rakétatechnikai projektek megvalósításában is. Tagja volt az American Society of Civil Engineers (ASCE) egyesületnek, az American Concrete Institute-nak (ACI), a Híd- és Magasépítés Nemzetközi Egyesületének (IABSE), a Héj és Nagyterű Szerkezetek Nemzetközi Szövetségének (IASS), az US Űrhajózás és Repüléstechnikai Intézetnek (AIAA), valamint az Egyetemi Professzorok Amerikai Szervezetének.

## Művei
- Theory and analysis of plates (1974)
- Finite Berechnungsmethoden der Strukturmechanik (1982)